# Machwelle

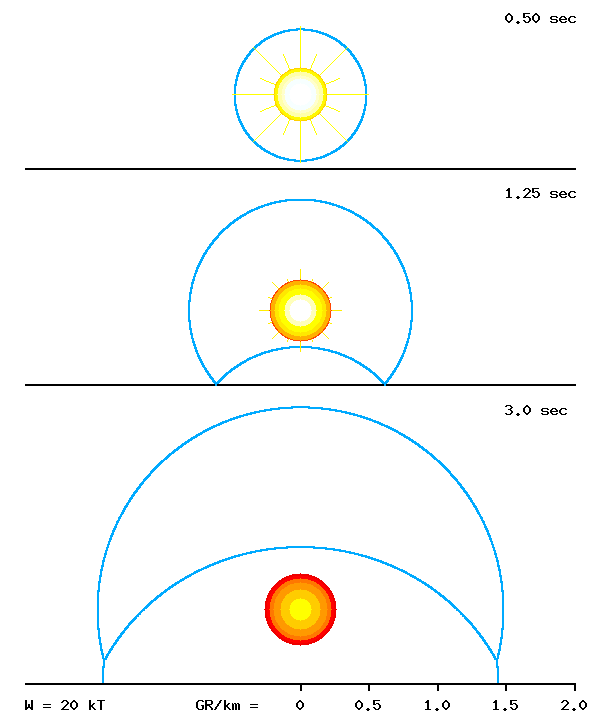
Nichtlineare Reflexion der Druckwelle und Bildung der Machwelle einer atomaren Luftexplosion

Als Machwelle (auch Machfrontseite, Mach-Effekt, Mach-Reflexion, Machstamm oder Machstammeffekt genannt), nach Ernst Mach benannt, wird die bei einer über dem Boden explodierenden Bombe resultierende Druckwelle genannt, die sich durch die Druckwelle und deren Reflexion am Erdboden bildet.
Der Effekt beruht auf der Tatsache, dass die reflektierte Wellenfront sich in der durch die vorausgehende direkte Druckwelle beschleunigten Luftmasse bewegt und somit die direkte Druckwelle einholt, bis beide zu einer einzigen Druckwelle verschmelzen, welche sich annähernd horizontal zur Erdoberfläche ausbreitet.
Die Luft innerhalb dieser Druckwelle erreicht Geschwindigkeiten von mehreren 100 km/s und hat daher eine enorme Zerstörungskraft.
Dieser Effekt wurde beim Abwurf der Atombombe auf Hiroshima am 6. August 1945 das erste Mal – unter Einsatzbedingungen – bewusst herbeigeführt. Die Bombe explodierte in ca. 580 Metern Höhe. Bereits am 6. Dezember 1917 kam bei der nicht-nuklearen Halifax-Explosion dieser Effekt zum Tragen, als das im Wasser liegende Schiff Mont Blanc explodierte und sich die Druckwelle durch das Wasser reflektierte.

## Stoßwelle in Flugzeug-Triebwerken
Im Wesentlichen spielt der gleiche Effekt auch bei Strahltriebwerken für Überschallflugzeuge eine wichtige Rolle, da hier am Lufteinlass entstehende Stoßwellen an dessen Wänden reflektiert werden. Die Welle und der Luftdruck müssen vor dem Verdichter abgebaut werden. Daher wird der Querschnitt mechanisch verändert (siehe Foto Eurofighter Typhoon).

## Stoßwelle von Überschall-Flugkörpern
Der Begriff wird oft auch synonym für den Machschen Kegel verwendet, der die kegelförmige, hinter einem überschallschnellen Flugzeug oder Projektil entstehende und für den Überschallknall verantwortliche Stoßwelle beschreibt.